# Hipismo nos Jogos Paralímpicos de Verão de 2012 - Estilo livre individual
A competição de hipismo na modalidade  estilo livre individual foram disputadas entre os dias 3 e 4 de setembro em Greenwich Park, em Londres. Os atletas participantes foram divididos em 5 classes, de acordo com a deficiência.

## Medalhistas

### Classe Ia
| Ouro   | GBR Sophie Christiansen |
| Prata  | SIN Laurentia Tan       |
| Bronze | IRL Helen Kearney       |

### Classe Ib
| Ouro   | AUT Pepo Puch         |
| Prata  | FIN Katja Karjalainen |
| Bronze | GBR Lee Pearson       |

### Classe II
| Ouro   | GBR Natasha Baker    |
| Prata  | GER Britta Näpel     |
| Bronze | GER Angelika Trabert |

### Classe III
| Ouro   | GER Hannelore Brenner |
| Prata  | GBR Deborah Criddle   |
| Bronze | DEN Annika Dalskov    |

### Classe IV
| Ouro   | BEL Michèle George |
| Prata  | GBR Sophie Wells   |
| Bronze | NED Frank Hosmar   |

## Resultados

### Ia
| Pos.   | Atleta                            | Cavalo             |      | Técnica/Artística (Pos.) | Técnica/Artística (Pos.) | Técnica/Artística (Pos.) | Técnica/Artística (Pos.) | Técnica/Artística (Pos.) | Téc/Art % (Pos.) | Total  |
| Pos.   | Atleta                            | Cavalo             | E    | H                        | C                        | M                        | B                        |                          | Téc/Art % (Pos.) | Total  |
| ------ | --------------------------------- | ------------------ | ---- | ------------------------ | ------------------------ | ------------------------ | ------------------------ | ------------------------ | ---------------- | ------ |
| Ouro   | GBR Sophie Christiansen           | Janeiro 6          |      | 85.000 (1)               | 84.000 (1)               | 87.500 (1)               | 80.750 (1)               | 86.500 (1)               |                  | 84.750 |
| Ouro   | GBR Sophie Christiansen           | Janeiro 6          | Téc: | 81.000 (1)               | 83.000 (1)               | 82.000 (1)               | 78.000 (2)               | 83.500 (1)               | 81.500 (1)       |        |
| Ouro   | GBR Sophie Christiansen           | Janeiro 6          | Art: | 89.000 (1)               | 85.000 (2)               | 93.000 (1)               | 83.500 (1)               | 89.500 (1)               | 88.000 (1)       |        |
| Prata  | SIN Laurentia Tan                 | Ruben James 2      |      | 79.500 (2)               | 79.750 (3)               | 82.000 (2)               | 75.000 (3)               | 78.750 (2)               |                  | 79.000 |
| Prata  | SIN Laurentia Tan                 | Ruben James 2      | Téc: | 77.500 (2)               | 81.000 (2)               | 80.500 (2)               | 76.000 (3)               | 78.500 (2)               | 78.700 (2)       |        |
| Prata  | SIN Laurentia Tan                 | Ruben James 2      | Art: | 81.500 (2)               | 78.500 (3)               | 83.500 (2)               | 74.000 (4)               | 79.000 (3)               | 79.300 (3)       |        |
| Bronze | IRL Helen Kearney                 | Mister Cool        |      | 76.500 (3)               | 83.500 (2)               | 75.000 (4)               | 79.250 (2)               | 78.000 (3)               |                  | 78.450 |
| Bronze | IRL Helen Kearney                 | Mister Cool        | Téc: | 74.500 (3)               | 81.000 (2)               | 74.000 (4)               | 79.000 (1)               | 75.500 (3)               | 76.800 (3)       |        |
| Bronze | IRL Helen Kearney                 | Mister Cool        | Art: | 78.500 (3)               | 86.000 (1)               | 76.000 (4)               | 79.500 (2)               | 80.500 (2)               | 80.100 (2)       |        |
| 4      | ITA Sara Morganti                 | Royal Delight      |      | 72.750 (4)               | 71.750 (7)               | 76.250 (3)               | 73.750 (4)               | 75.000 (4)               |                  | 73.900 |
| 4      | ITA Sara Morganti                 | Royal Delight      | Téc: | 71.000 (4)               | 71.000 (7)               | 74.500 (3)               | 74.000 (4)               | 74.000 (4)               | 72.900 (4)       |        |
| 4      | ITA Sara Morganti                 | Royal Delight      | Art: | 74.500 (5)               | 72.500 (7)               | 78.000 (3)               | 73.500 (5)               | 76.000 (5)               | 74.900 (5)       |        |
| 5      | IRL Geraldine Savage              | Blues Tip Top Too  |      | 70.500 (6)               | 73.500 (5)               | 71.500 (5)               | 72.250 (7)               | 73.750 (5)               |                  | 72.300 |
| 5      | IRL Geraldine Savage              | Blues Tip Top Too  | Téc: | 68.000 (6)               | 70.000 (8)               | 69.000 (6)               | 71.000 (7)               | 71.500 (5)               | 69.900 (5)       |        |
| 5      | IRL Geraldine Savage              | Blues Tip Top Too  | Art: | 73.000 (6)               | 77.000 (4)               | 74.000 (5)               | 73.500 (5)               | 76.000 (5)               | 74.700 (6)       |        |
| 6      | LAT Rihards Snikus                | Chardonnay         |      | 72.500 (5)               | 75.500 (4)               | 67.250 (11)              | 72.750 (6)               | 72.250 (6)               |                  | 72.050 |
| 6      | LAT Rihards Snikus                | Chardonnay         | Téc: | 68.000 (6)               | 74.000 (4)               | 66.000 (10)              | 70.500 (8)               | 67.000 (9)               | 69.100 (8)       |        |
| 6      | LAT Rihards Snikus                | Chardonnay         | Art: | 77.000 (4)               | 77.000 (4)               | 68.500 (11)              | 75.000 (3)               | 77.500 (4)               | 75.000 (4)       |        |
| 7      | BRA Sergio Froes Ribeiro De Oliva | Emily              |      | 69.500 (8)               | 73.000 (6)               | 71.250 (6)               | 72.000 (8)               | 70.000 (9)               |                  | 71.150 |
| 7      | BRA Sergio Froes Ribeiro De Oliva | Emily              | Téc: | 68.000 (6)               | 71.500 (6)               | 69.500 (5)               | 71.500 (6)               | 67.500 (8)               | 69.600 (7)       |        |
| 7      | BRA Sergio Froes Ribeiro De Oliva | Emily              | Art: | 71.000 (8)               | 74.500 (6)               | 73.000 (6)               | 72.500 (8)               | 72.500 (8)               | 72.700 (7)       |        |
| 8      | USA Donna Ponessa                 | Western Rose       |      | 70.250 (7)               | 71.750 (7)               | 67.500 (10)              | 73.000 (5)               | 71.250 (7)               |                  | 70.750 |
| 8      | USA Donna Ponessa                 | Western Rose       | Téc: | 69.000 (5)               | 72.500 (5)               | 66.000 (10)              | 72.500 (5)               | 68.500 (7)               | 69.700 (6)       |        |
| 8      | USA Donna Ponessa                 | Western Rose       | Art: | 71.500 (7)               | 71.000 (8)               | 69.000 (9)               | 73.500 (5)               | 74.000 (7)               | 71.800 (8)       |        |
| 9      | AUS Rob Oakley                    | Statford Mantovani |      | 68.750 (10)              | 65.000 (12)              | 68.750 (8)               | 69.000 (9)               | 71.250 (7)               |                  | 68.550 |
| 9      | AUS Rob Oakley                    | Statford Mantovani | Téc: | 67.500 (10)              | 65.500 (11)              | 67.500 (8)               | 68.000 (9)               | 71.000 (6)               | 67.900 (9)       |        |
| 9      | AUS Rob Oakley                    | Statford Mantovani | Art: | 70.000 (9)               | 64.500 (12)              | 70.000 (8)               | 70.000 (9)               | 71.500 (9)               | 69.200 (9)       |        |
| 10     | SWE Anita Johnsson                | Donar              |      | 68.500 (11)              | 63.500 (14)              | 70.000 (7)               | 66.500 (11)              | 65.500 (11)              |                  | 66.800 |
| 10     | SWE Anita Johnsson                | Donar              | Téc: | 67.000 (11)              | 63.500 (14)              | 67.500 (8)               | 68.000 (9)               | 63.000 (11)              | 65.800 (11)      |        |
| 10     | SWE Anita Johnsson                | Donar              | Art: | 70.000 (9)               | 63.500 (13)              | 72.500 (7)               | 65.000 (12)              | 68.000 (10)              | 67.800 (10)      |        |
| 11     | CAN Jody Schloss                  | Inspector Rebus    |      | 67.750 (12)              | 65.000 (12)              | 68.750 (8)               | 65.250 (13)              | 65.750 (10)              |                  | 66.500 |
| 11     | CAN Jody Schloss                  | Inspector Rebus    | Téc: | 66.500 (12)              | 64.000 (13)              | 68.500 (7)               | 67.000 (11)              | 64.000 (10)              | 66.000 (10)      |        |
| 11     | CAN Jody Schloss                  | Inspector Rebus    | Art: | 69.000 (12)              | 66.000 (11)              | 69.000 (9)               | 63.500 (14)              | 67.500 (12)              | 67.000 (11)      |        |
| 12     | SIN Gemma Rose Jen Foo            | Avalon             |      | 69.000 (9)               | 69.500 (9)               | 61.500 (13)              | 65.500 (12)              | 63.500 (14)              |                  | 65.800 |
| 12     | SIN Gemma Rose Jen Foo            | Avalon             | Téc: | 68.000 (6)               | 68.000 (9)               | 60.500 (13)              | 66.000 (12)              | 61.500 (14)              | 64.800 (12)      |        |
| 12     | SIN Gemma Rose Jen Foo            | Avalon             | Art: | 70.000 (9)               | 71.000 (8)               | 62.500 (13)              | 65.000 (12)              | 65.500 (14)              | 66.800 (12)      |        |
| 13     | DEN Liselotte Rosenhart           | Priors Lady Rawage |      | 63.500 (14)              | 65.500 (11)              | 63.750 (12)              | 67.500 (10)              | 65.250 (12)              |                  | 65.100 |
| 13     | DEN Liselotte Rosenhart           | Priors Lady Rawage | Téc: | 62.500 (14)              | 68.000 (9)               | 62.000 (12)              | 65.500 (13)              | 62.500 (12)              | 64.100 (13)      |        |
| 13     | DEN Liselotte Rosenhart           | Priors Lady Rawage | Art: | 64.500 (14)              | 63.000 (14)              | 65.500 (12)              | 69.500 (10)              | 68.000 (10)              | 66.100 (13)      |        |
| 14     | HKG Tse Pui Ting Natasha          | Undulette          |      | 65.000 (13)              | 65.750 (10)              | 60.250 (14)              | 64.750 (14)              | 64.500 (13)              |                  | 64.050 |
| 14     | HKG Tse Pui Ting Natasha          | Undulette          | Téc: | 63.000 (13)              | 64.500 (12)              | 58.000 (14)              | 63.500 (14)              | 62.000 (13)              | 62.200 (14)      |        |
| 14     | HKG Tse Pui Ting Natasha          | Undulette          | Art: | 67.000 (13)              | 67.000 (10)              | 62.500 (13)              | 66.000 (11)              | 67.000 (13)              | 65.900 (14)      |        |

### Ib
| Pos.   | Atleta                      | Cavalo              |      | Técnica/Artística (Pos.) | Técnica/Artística (Pos.) | Técnica/Artística (Pos.) | Técnica/Artística (Pos.) | Técnica/Artística (Pos.) | Téc/Art % (Pos.) | Total  |
| Pos.   | Atleta                      | Cavalo              | E    | H                        | C                        | M                        | B                        |                          | Téc/Art % (Pos.) | Total  |
| ------ | --------------------------- | ------------------- | ---- | ------------------------ | ------------------------ | ------------------------ | ------------------------ | ------------------------ | ---------------- | ------ |
| Ouro   | AUT Pepo Puch               | Fine Feeling        |      | 79.250 (1)               | 80.750 (1)               | 76.250 (2)               | 78.250 (1)               | 81.250 (1)               |                  | 79.150 |
| Ouro   | AUT Pepo Puch               | Fine Feeling        | Téc: | 79.500 (1)               | 79.000 (1)               | 75.500 (2)               | 76.000 (1)               | 79.500 (1)               | 77.900 (1)       |        |
| Ouro   | AUT Pepo Puch               | Fine Feeling        | Art: | 79.000 (3)               | 82.500 (1)               | 77.000 (3)               | 80.500 (1)               | 83.000 (1)               | 80.400 (1)       |        |
| Prata  | FIN Katja Karjalainen       | Rosie               |      | 77.250 (3)               | 72.250 (5)               | 75.250 (3)               | 71.500 (3)               | 75.000 (3)               |                  | 74.250 |
| Prata  | FIN Katja Karjalainen       | Rosie               | Téc: | 74.000 (4)               | 69.500 (5)               | 72.000 (4)               | 70.500 (3)               | 71.500 (2)               | 71.500 (5)       |        |
| Prata  | FIN Katja Karjalainen       | Rosie               | Art: | 80.500 (1)               | 75.000 (4)               | 78.500 (2)               | 72.500 (3)               | 78.500 (3)               | 77.000 (2)       |        |
| Bronze | GBR Lee Pearson             | Gentleman           |      | 78.250 (2)               | 77.750 (2)               | 73.750 (5)               | 65.250 (11)              | 76.000 (2)               |                  | 74.200 |
| Bronze | GBR Lee Pearson             | Gentleman           | Téc: | 76.500 (2)               | 76.000 (2)               | 72.000 (4)               | 65.500 (10)              | 71.500 (2)               | 72.300 (3)       |        |
| Bronze | GBR Lee Pearson             | Gentleman           | Art: | 80.000 (2)               | 79.500 (2)               | 75.500 (5)               | 65.000 (12)              | 80.500 (2)               | 76.100 (3)       |        |
| 4      | AUS Joann Formosa           | Worldwide PB        |      | 68.500 (8)               | 76.750 (3)               | 77.750 (1)               | 73.250 (2)               | 72.250 (4)               |                  | 73.700 |
| 4      | AUS Joann Formosa           | Worldwide PB        | Téc: | 70.500 (5)               | 74.500 (3)               | 76.000 (1)               | 73.000 (2)               | 71.000 (4)               | 73.000 (2)       |        |
| 4      | AUS Joann Formosa           | Worldwide PB        | Art: | 66.500 (11)              | 79.000 (3)               | 79.500 (1)               | 73.500 (2)               | 73.500 (4)               | 74.400 (4)       |        |
| 5      | USA Jonathan Wentz          | Richter Scale       |      | 74.750 (4)               | 73.250 (4)               | 74.750 (4)               | 70.000 (6)               | 72.250 (4)               |                  | 73.000 |
| 5      | USA Jonathan Wentz          | Richter Scale       | Téc: | 75.000 (3)               | 71.500 (4)               | 73.000 (3)               | 68.500 (6)               | 71.000 (4)               | 71.800 (4)       |        |
| 5      | USA Jonathan Wentz          | Richter Scale       | Art: | 74.500 (4)               | 75.000 (4)               | 76.500 (4)               | 71.500 (5)               | 73.500 (4)               | 74.200 (5)       |        |
| 6      | CAN Ashley Gowanlock        | Maile               |      | 68.500 (8)               | 69.500 (7)               | 69.750 (7)               | 68.250 (7)               | 68.000 (7)               |                  | 68.800 |
| 6      | CAN Ashley Gowanlock        | Maile               | Téc: | 68.500 (8)               | 68.000 (7)               | 68.500 (7)               | 68.000 (7)               | 66.000 (7)               | 67.800 (6)       |        |
| 6      | CAN Ashley Gowanlock        | Maile               | Art: | 68.500 (7)               | 71.000 (7)               | 71.000 (7)               | 68.500 (8)               | 70.000 (7)               | 69.800 (8)       |        |
| 7      | FIN Jaana Kivimaki          | Grivis              |      | 66.000 (11)              | 71.500 (6)               | 72.500 (6)               | 65.750 (10)              | 67.750 (8)               |                  | 68.700 |
| 7      | FIN Jaana Kivimaki          | Grivis              | Téc: | 65.500 (11)              | 69.000 (6)               | 71.000 (6)               | 64.000 (11)              | 66.500 (6)               | 67.200 (7)       |        |
| 7      | FIN Jaana Kivimaki          | Grivis              | Art: | 66.500 (11)              | 74.000 (6)               | 74.000 (6)               | 67.500 (10)              | 69.000 (9)               | 70.200 (6)       |        |
| 8      | NOR Jens Lasse Dokkan       | Leopold             |      | 70.750 (5)               | 68.000 (8)               | 69.250 (8)               | 67.250 (9)               | 67.000 (9)               |                  | 68.450 |
| 8      | NOR Jens Lasse Dokkan       | Leopold             | Téc: | 69.500 (7)               | 66.000 (8)               | 67.500 (8)               | 66.000 (9)               | 64.500 (9)               | 66.700 (9)       |        |
| 8      | NOR Jens Lasse Dokkan       | Leopold             | Art: | 72.000 (5)               | 70.000 (8)               | 71.000 (7)               | 68.500 (8)               | 69.500 (8)               | 70.200 (6)       |        |
| 9      | FRA Valerie Salles          | Menzana d'Hulm      |      | 67.750 (10)              | 66.500 (9)               | 68.500 (9)               | 70.250 (5)               | 66.500 (10)              |                  | 67.900 |
| 9      | FRA Valerie Salles          | Menzana d'Hulm      | Téc: | 68.000 (10)              | 65.000 (9)               | 67.000 (9)               | 70.500 (3)               | 64.500 (9)               | 67.000 (8)       |        |
| 9      | FRA Valerie Salles          | Menzana d'Hulm      | Art: | 67.500 (8)               | 68.000 (10)              | 70.000 (9)               | 70.000 (6)               | 68.500 (10)              | 68.800 (10)      |        |
| 10     | BRA Marcos Fernandes Alves  | Luthenay de Vernay  |      | 68.750 (7)               | 64.750 (12)              | 65.500 (10)              | 70.750 (4)               | 69.250 (6)               |                  | 67.800 |
| 10     | BRA Marcos Fernandes Alves  | Luthenay de Vernay  | Téc: | 68.500 (8)               | 63.500 (11)              | 63.000 (13)              | 69.000 (5)               | 66.000 (7)               | 66.000 (10)      |        |
| 10     | BRA Marcos Fernandes Alves  | Luthenay de Vernay  | Art: | 69.000 (6)               | 66.000 (13)              | 68.000 (10)              | 72.500 (3)               | 72.500 (6)               | 69.600 (9)       |        |
| 11     | BRA Salazar Pessoa Mesquita | Dauerbrenner        |      | 69.000 (6)               | 64.750 (12)              | 63.750 (13)              | 67.750 (8)               | 66.250 (11)              |                  | 66.300 |
| 11     | BRA Salazar Pessoa Mesquita | Dauerbrenner        | Téc: | 70.500 (5)               | 63.000 (12)              | 63.500 (10)              | 66.500 (8)               | 64.500 (9)               | 65.600 (11)      |        |
| 11     | BRA Salazar Pessoa Mesquita | Dauerbrenner        | Art: | 67.500 (8)               | 66.500 (11)              | 64.000 (14)              | 69.000 (7)               | 68.000 (11)              | 67.000 (11)      |        |
| 12     | JPN Nobumasa Asakawa        | Rosado              |      | 65.250 (13)              | 65.750 (10)              | 65.250 (11)              | 64.500 (12)              | 60.500 (14)              |                  | 64.250 |
| 12     | JPN Nobumasa Asakawa        | Rosado              | Téc: | 65.000 (12)              | 61.500 (13)              | 63.500 (10)              | 63.000 (12)              | 60.000 (13)              | 62.600 (12)      |        |
| 12     | JPN Nobumasa Asakawa        | Rosado              | Art: | 65.500 (13)              | 70.000 (8)               | 67.000 (11)              | 66.000 (11)              | 61.000 (14)              | 65.900 (12)      |        |
| 13     | RSA Marion Milne            | Shadow              |      | 66.000 (11)              | 65.750 (10)              | 64.500 (12)              | 60.000 (14)              | 61.500 (13)              |                  | 63.550 |
| 13     | RSA Marion Milne            | Shadow              | Téc: | 64.500 (13)              | 65.000 (9)               | 63.500 (10)              | 59.000 (13)              | 59.500 (14)              | 62.300 (13)      |        |
| 13     | RSA Marion Milne            | Shadow              | Art: | 67.500 (8)               | 66.500 (11)              | 65.500 (12)              | 61.000 (14)              | 63.500 (13)              | 64.800 (13)      |        |
| 14     | SIN Maximillian Tan         | Avalon              |      | 64.500 (14)              | 58.250 (14)              | 63.250 (14)              | 61.250 (13)              | 62.750 (12)              |                  | 62.000 |
| 14     | SIN Maximillian Tan         | Avalon              | Téc: | 64.000 (14)              | 53.500 (15)              | 62.000 (14)              | 58.500 (14)              | 60.500 (12)              | 59.700 (14)      |        |
| 14     | SIN Maximillian Tan         | Avalon              | Art: | 65.000 (14)              | 63.000 (14)              | 64.500 (13)              | 64.000 (13)              | 65.000 (12)              | 64.300 (14)      |        |
| 15     | POR Sara Duarte             | Neapolitano Morella |      | 61.750 (15)              | 51.500 (15)              | 55.000 (15)              | 55.500 (15)              | 53.000 (15)              |                  | 55.350 |
| 15     | POR Sara Duarte             | Neapolitano Morella | Téc: | 61.500 (15)              | 54.000 (14)              | 55.000 (15)              | 57.500 (15)              | 53.500 (15)              | 56.300 (15)      |        |
| 15     | POR Sara Duarte             | Neapolitano Morella | Art: | 62.000 (15)              | 49.000 (15)              | 55.000 (15)              | 53.500 (15)              | 52.500 (15)              | 54.400 (15)      |        |

### II
| Pos.   | Atleta                       | Cavalo                |            | Técnica/Artística (Pos.) | Técnica/Artística (Pos.) | Técnica/Artística (Pos.) | Técnica/Artística (Pos.) | Técnica/Artística (Pos.) | Téc/Art % (Pos.) | Total      |
| Pos.   | Atleta                       | Cavalo                | E          | H                        | C                        | M                        | B                        |                          | Téc/Art % (Pos.) | Total      |
| ------ | ---------------------------- | --------------------- | ---------- | ------------------------ | ------------------------ | ------------------------ | ------------------------ | ------------------------ | ---------------- | ---------- |
| Ouro   | GBR Natasha Baker            | Cabral                |            | 85.500 (1)               | 79.000 (1)               | 85.500 (1)               | 80.500 (1)               | 83.500 (1)               |                  | 82.800     |
| Ouro   | GBR Natasha Baker            | Cabral                | Téc:       | 79.500 (1)               | 79.000 (1)               | 81.500 (1)               | 78.500 (1)               | 81.500 (1)               | 80.000 (1)       |            |
| Ouro   | GBR Natasha Baker            | Cabral                | Art:       | 91.500 (1)               | 79.000 (1)               | 89.500 (1)               | 82.500 (1)               | 85.500 (1)               | 85.600 (1)       |            |
| Prata  | GER Britta Napel             | Aquilina 3            |            | 77.750 (3)               | 72.250 (6)               | 79.250 (4)               | 77.750 (2)               | 80.000 (2)               |                  | 77.400     |
| Prata  | GER Britta Napel             | Aquilina 3            | Téc:       | 77.000 (2)               | 72.000 (5)               | 78.500 (2)               | 76.500 (2)               | 76.500 (2)               | 76.100 (2)       |            |
| Prata  | GER Britta Napel             | Aquilina 3            | Art:       | 78.500 (4)               | 72.500 (7)               | 80.000 (4)               | 79.000 (2)               | 83.500 (2)               | 78.700 (2)       |            |
| Bronze | GER Angelika Trabert         | Ariva-Avanti          |            | 79.750 (2)               | 75.500 (2)               | 80.000 (3)               | 74.750 (3)               | 70.750 (8)               |                  | 76.150     |
| Bronze | GER Angelika Trabert         | Ariva-Avanti          | Téc:       | 76.000 (3)               | 75.000 (2)               | 76.500 (3)               | 72.000 (3)               | 71.500 (4)               | 74.200 (3)       |            |
| Bronze | GER Angelika Trabert         | Ariva-Avanti          | Art:       | 83.500 (2)               | 76.000 (2)               | 83.500 (3)               | 77.500 (3)               | 70.000 (9)               | 78.100 (3)       |            |
| 4      | IRL Eilish Byrne             | Youri                 |            | 72.000 (7)               | 75.000 (3)               | 81.000 (2)               | 74.000 (4)               | 74.250 (4)               |                  | 75.250     |
| 4      | IRL Eilish Byrne             | Youri                 | Téc:       | 69.500 (5)               | 74.000 (3)               | 75.500 (4)               | 71.500 (4)               | 74.500 (3)               | 73.000 (4)       |            |
| 4      | IRL Eilish Byrne             | Youri                 | Art:       | 74.500 (7)               | 76.000 (2)               | 86.500 (2)               | 76.500 (4)               | 74.000 (4)               | 77.500 (4)       |            |
| 5      | USA Rebecca Hart             | Lord Ludger           |            | 73.750 (5)               | 73.750 (4)               | 75.500 (5)               | 71.500 (6)               | 71.750 (7)               |                  | 73.250     |
| 5      | USA Rebecca Hart             | Lord Ludger           | Téc:       | 68.500 (7)               | 72.500 (4)               | 73.000 (6)               | 69.000 (7)               | 69.500 (8)               | 70.500 (6)       |            |
| 5      | USA Rebecca Hart             | Lord Ludger           | Art:       | 79.000 (3)               | 75.000 (4)               | 78.000 (6)               | 74.000 (7)               | 74.000 (4)               | 76.000 (6)       |            |
| 6      | BEL Barbara Minneci          | Barilla               |            | 72.750 (6)               | 71.000 (7)               | 75.250 (6)               | 71.000 (8)               | 75.500 (3)               |                  | 73.100     |
| 6      | BEL Barbara Minneci          | Barilla               | Téc:       | 69.000 (6)               | 69.000 (7)               | 70.500 (8)               | 66.500 (10)              | 71.000 (7)               | 69.200 (8)       |            |
| 6      | BEL Barbara Minneci          | Barilla               | Art:       | 76.500 (5)               | 73.000 (6)               | 80.000 (4)               | 75.500 (6)               | 80.000 (3)               | 77.000 (5)       |            |
| 7      | NED Gert Bolmer              | Vorman                |            | 70.250 (8)               | 70.250 (8)               | 74.750 (7)               | 71.000 (8)               | 72.000 (6)               |                  | 71.650     |
| 7      | NED Gert Bolmer              | Vorman                | Téc:       | 68.000 (8)               | 68.000 (8)               | 73.000 (6)               | 69.500 (6)               | 71.500 (4)               | 70.000 (7)       |            |
| 7      | NED Gert Bolmer              | Vorman                | Art:       | 72.500 (8)               | 72.500 (7)               | 76.500 (7)               | 72.500 (8)               | 72.500 (7)               | 73.300 (7)       |            |
| 8      | CAN Lauren Barwick           | Off To Paris          |            | 76.000 (4)               | 65.750 (11)              | 74.250 (8)               | 71.500 (6)               | 70.000 (9)               |                  | 71.500     |
| 8      | CAN Lauren Barwick           | Off To Paris          | Téc:       | 76.000 (3)               | 66.000 (9)               | 73.500 (5)               | 71.000 (5)               | 69.000 (10)              | 71.100 (5)       |            |
| 8      | CAN Lauren Barwick           | Off To Paris          | Art:       | 76.000 (6)               | 65.500 (14)              | 75.000 (8)               | 72.000 (9)               | 71.000 (8)               | 71.900 (9)       |            |
| 9      | RSA Wendy Moller             | First Lady Van Prins  |            | 69.000 (9)               | 67.750 (9)               | 67.250 (12)              | 72.750 (5)               | 72.750 (5)               |                  | 69.900     |
| 9      | RSA Wendy Moller             | First Lady Van Prins  | Téc:       | 67.000 (9)               | 65.500 (11)              | 65.500 (12)              | 69.000 (7)               | 71.500 (4)               | 67.700 (9)       |            |
| 9      | RSA Wendy Moller             | First Lady Van Prins  | Art:       | 71.000 (10)              | 70.000 (9)               | 69.000 (11)              | 76.500 (4)               | 74.000 (4)               | 72.100 (8)       |            |
| 10     | USA Dale Dedrick             | Bonifatius            |            | 68.000 (10)              | 72.500 (5)               | 70.250 (9)               | 68.000 (10)              | 67.000 (11)              |                  | 69.150     |
| 10     | USA Dale Dedrick             | Bonifatius            | Téc:       | 64.500 (11)              | 71.500 (6)               | 69.000 (9)               | 66.000 (11)              | 66.500 (11)              | 67.500 (10)      |            |
| 10     | USA Dale Dedrick             | Bonifatius            | Art:       | 71.500 (9)               | 73.500 (5)               | 71.500 (9)               | 70.000 (10)              | 67.500 (12)              | 70.800 (10)      |            |
| 11     | BRA Elisa Melaranci          | Zabelle               |            | 65.500 (12)              | 64.250 (15)              | 69.500 (10)              | 66.500 (12)              | 69.750 (10)              |                  | 67.100     |
| 11     | BRA Elisa Melaranci          | Zabelle               | Téc:       | 64.000 (13)              | 62.500 (16)              | 68.500 (10)              | 66.000 (11)              | 69.500 (8)               | 66.100 (12)      |            |
| 11     | BRA Elisa Melaranci          | Zabelle               | Art:       | 67.000 (12)              | 66.000 (12)              | 70.500 (10)              | 67.000 (13)              | 70.000 (9)               | 68.100 (11)      |            |
| 12     | MEX Erika Baitenmann Haakh   | Casablanca            |            | 65.250 (13)              | 63.500 (17)              | 68.250 (11)              | 66.750 (11)              | 65.750 (13)              |                  | 65.900     |
| 12     | MEX Erika Baitenmann Haakh   | Casablanca            | Téc:       | 64.500 (11)              | 65.000 (12)              | 68.000 (11)              | 67.500 (9)               | 66.000 (12)              | 66.200 (11)      |            |
| 12     | MEX Erika Baitenmann Haakh   | Casablanca            | Art:       | 66.000 (16)              | 62.000 (17)              | 68.500 (12)              | 66.000 (15)              | 65.500 (14)              | 65.600 (13)      |            |
| 13     | DEN Caroline Nielsen         | Leon                  |            | 66.500 (11)              | 65.250 (13)              | 63.000 (18)              | 64.000 (16)              | 65.500 (14)              |                  | 64.850     |
| 13     | DEN Caroline Nielsen         | Leon                  | Téc:       | 66.000 (10)              | 66.000 (9)               | 61.500 (18)              | 65.000 (13)              | 66.000 (12)              | 64.900 (13)      |            |
| 13     | DEN Caroline Nielsen         | Leon                  | Art:       | 67.000 (12)              | 64.500 (16)              | 64.500 (18)              | 63.000 (16)              | 65.000 (15)              | 64.800 (15)      |            |
| 14     | ITA Francesca Salvade        | Come On               |            | 64.000 (16)              | 64.250 (15)              | 65.500 (14)              | 66.000 (13)              | 64.000 (15)              |                  | 64.750     |
| 14     | ITA Francesca Salvade        | Come On               | Téc:       | 60.500 (16)              | 62.500 (16)              | 62.500 (17)              | 62.500 (16)              | 60.500 (17)              | 61.700 (17)      |            |
| 14     | ITA Francesca Salvade        | Come On               | Art:       | 67.500 (11)              | 66.000 (12)              | 68.500 (12)              | 69.500 (11)              | 67.500 (12)              | 67.800 (12)      |            |
| 15     | MEX Maria Otheguy Gonzalez   | Welton Adonis         |            | 62.750 (17)              | 65.500 (12)              | 66.500 (13)              | 65.500 (14)              | 57.250 (19)              |                  | 63.500     |
| 15     | MEX Maria Otheguy Gonzalez   | Welton Adonis         | Téc:       | 60.000 (17)              | 63.500 (15)              | 65.500 (12)              | 63.500 (14)              | 57.000 (19)              | 61.900 (16)      |            |
| 15     | MEX Maria Otheguy Gonzalez   | Welton Adonis         | Art:       | 65.500 (17)              | 67.500 (11)              | 67.500 (14)              | 67.500 (12)              | 57.500 (18)              | 65.100 (14)      |            |
| 16     | RSA Anthony Dawson           | Roffelaar             |            | 60.250 (18)              | 66.250 (10)              | 64.750 (15)              | 64.750 (15)              | 61.250 (17)              |                  | 63.450     |
| 16     | RSA Anthony Dawson           | Roffelaar             | Téc:       | 57.500 (18)              | 64.000 (13)              | 64.500 (14)              | 63.000 (15)              | 62.500 (16)              | 62.300 (14)      |            |
| 16     | RSA Anthony Dawson           | Roffelaar             | Art:       | 63.000 (18)              | 68.500 (10)              | 65.000 (15)              | 66.500 (14)              | 60.000 (16)              | 64.600 (16)      |            |
| 17     | NZL Anthea Gunner            | Huntingdale Incognito |            | 65.250 (13)              | 64.500 (14)              | 64.250 (16)              | 61.500 (17)              | 58.250 (18)              |                  | 62.750     |
| 17     | NZL Anthea Gunner            | Huntingdale Incognito | Téc:       | 64.000 (13)              | 64.000 (13)              | 63.500 (15)              | 60.000 (17)              | 59.000 (18)              | 62.100 (15)      |            |
| 17     | NZL Anthea Gunner            | Huntingdale Incognito | Art:       | 66.500 (15)              | 65.000 (15)              | 65.000 (15)              | 63.000 (16)              | 57.500 (18)              | 63.400 (17)      |            |
| 18     | NED Petra van de Sande       | Valencia Z            |            | 56.750 (19)              | 58.500 (19)              | 64.000 (17)              | 61.250 (18)              | 66.750 (12)              |                  | 61.450     |
| 18     | NED Petra van de Sande       | Valencia Z            | Téc:       | 57.500 (18)              | 60.000 (18)              | 63.000 (16)              | 59.500 (18)              | 65.000 (14)              | 61.000 (18)      |            |
| 18     | NED Petra van de Sande       | Valencia Z            | Art:       | 56.000 (19)              | 57.000 (19)              | 65.000 (15)              | 63.000 (16)              | 68.500 (11)              | 61.900 (18)      |            |
| 19     | MEX Fernando Figueroa Romero | Uwannabemine          |            | 65.000 (15)              | 59.500 (18)              | 55.500 (19)              | 58.500 (19)              | 62.000 (16)              |                  | 60.100     |
| 19     | MEX Fernando Figueroa Romero | Uwannabemine          | Téc:       | 63.000 (15)              | 58.000 (19)              | 56.000 (19)              | 59.000 (19)              | 64.000 (15)              | 60.000 (19)      |            |
| 19     | MEX Fernando Figueroa Romero | Uwannabemine          | Art:       | 67.000 (12)              | 61.000 (18)              | 55.000 (19)              | 58.000 (19)              | 60.000 (16)              | 60.200 (19)      |            |
| -      | AUT Thomas Haller            | Hallers Dessino       | Retirou-se | Retirou-se               | Retirou-se               | Retirou-se               | Retirou-se               | Retirou-se               | Retirou-se       | Retirou-se |
| -      | ITA Silvia Veratti           | Zadok                 | Desistiu   | Desistiu                 | Desistiu                 | Desistiu                 | Desistiu                 | Desistiu                 | Desistiu         | Desistiu   |

### III
| Pos.   | Atleta                          | Cavalo                  |      | Técnica/Artística (Pos.) | Técnica/Artística (Pos.) | Técnica/Artística (Pos.) | Técnica/Artística (Pos.) | Técnica/Artística (Pos.) | Téc/Art % (Pos.) | Total  |
| Pos.   | Atleta                          | Cavalo                  | E    | H                        | C                        | M                        | B                        |                          | Téc/Art % (Pos.) | Total  |
| ------ | ------------------------------- | ----------------------- | ---- | ------------------------ | ------------------------ | ------------------------ | ------------------------ | ------------------------ | ---------------- | ------ |
| Ouro   | GER Hannelore Brenner           | Women of the World      |      | 77.000 (1)               | 84.500 (1)               | 80.750 (1)               | 85.250 (1)               | 81.000 (1)               |                  | 81.700 |
| Ouro   | GER Hannelore Brenner           | Women of the World      | Téc: | 75.500 (1)               | 81.500 (1)               | 79.000 (1)               | 81.500 (1)               | 78.000 (1)               | 79.100 (1)       |        |
| Ouro   | GER Hannelore Brenner           | Women of the World      | Art: | 78.500 (1)               | 87.500 (1)               | 82.500 (1)               | 89.000 (1)               | 84.000 (1)               | 84.300 (1)       |        |
| Prata  | GBR Deborah Criddle             | LJT Akilles             |      | 74.500 (3)               | 80.250 (3)               | 80.250 (2)               | 79.750 (2)               | 78.000 (2)               |                  | 78.550 |
| Prata  | GBR Deborah Criddle             | LJT Akilles             | Téc: | 71.500 (3)               | 78.000 (3)               | 78.000 (2)               | 78.000 (2)               | 75.000 (2)               | 76.100 (2)       |        |
| Prata  | GBR Deborah Criddle             | LJT Akilles             | Art: | 77.500 (2)               | 82.500 (2)               | 82.500 (1)               | 81.500 (3)               | 81.000 (2)               | 81.000 (2)       |        |
| Bronze | DEN Annika Dalskov              | Aros A Fenris           |      | 72.000 (4)               | 81.000 (2)               | 77.000 (3)               | 77.250 (3)               | 77.500 (3)               |                  | 76.950 |
| Bronze | DEN Annika Dalskov              | Aros A Fenris           | Téc: | 70.500 (4)               | 79.500 (2)               | 75.500 (3)               | 77.000 (3)               | 74.000 (3)               | 75.300 (3)       |        |
| Bronze | DEN Annika Dalskov              | Aros A Fenris           | Art: | 73.500 (4)               | 82.500 (2)               | 78.500 (3)               | 77.500 (4)               | 81.000 (2)               | 78.600 (3)       |        |
| 4      | NED Sanne Voets                 | Vedet PB                |      | 75.500 (2)               | 76.750 (5)               | 74.500 (5)               | 76.250 (5)               | 74.000 (4)               |                  | 75.400 |
| 4      | NED Sanne Voets                 | Vedet PB                | Téc: | 73.500 (2)               | 73.000 (6)               | 71.500 (5)               | 76.500 (4)               | 69.500 (6)               | 72.800 (4)       |        |
| 4      | NED Sanne Voets                 | Vedet PB                | Art: | 77.500 (2)               | 80.500 (4)               | 77.500 (4)               | 76.000 (5)               | 78.500 (4)               | 78.000 (4)       |        |
| 5      | DEN Susanne Sunesen             | Thy's Que Faire         |      | 70.000 (6)               | 77.250 (4)               | 70.750 (7)               | 76.750 (4)               | 73.000 (6)               |                  | 73.550 |
| 5      | DEN Susanne Sunesen             | Thy's Que Faire         | Téc: | 69.000 (6)               | 74.500 (4)               | 68.000 (8)               | 71.500 (5)               | 71.500 (4)               | 70.900 (6)       |        |
| 5      | DEN Susanne Sunesen             | Thy's Que Faire         | Art: | 71.000 (6)               | 80.000 (5)               | 73.500 (6)               | 82.000 (2)               | 74.500 (7)               | 76.200 (5)       |        |
| 6      | FRA Jose Letartre               | Warina                  |      | 70.500 (5)               | 75.750 (6)               | 75.750 (4)               | 67.000 (7)               | 74.000 (4)               |                  | 72.600 |
| 6      | FRA Jose Letartre               | Warina                  | Téc: | 69.500 (5)               | 74.500 (4)               | 74.000 (4)               | 67.500 (7)               | 71.500 (4)               | 71.400 (5)       |        |
| 6      | FRA Jose Letartre               | Warina                  | Art: | 71.500 (5)               | 77.000 (6)               | 77.500 (4)               | 66.500 (7)               | 76.500 (5)               | 73.800 (6)       |        |
| 7      | FRA Vladimir Vinchon            | Flipper d'Or            |      | 66.500 (8)               | 70.750 (7)               | 71.750 (6)               | 60.500 (10)              | 72.000 (7)               |                  | 68.300 |
| 7      | FRA Vladimir Vinchon            | Flipper d'Or            | Téc: | 65.500 (7)               | 70.000 (7)               | 70.500 (6)               | 58.500 (11)              | 69.000 (7)               | 66.700 (7)       |        |
| 7      | FRA Vladimir Vinchon            | Flipper d'Or            | Art: | 67.500 (8)               | 71.500 (7)               | 73.000 (7)               | 62.500 (8)               | 75.000 (6)               | 69.900 (7)       |        |
| 8      | GER Steffen Zeibig              | Waldemar                |      | 67.250 (7)               | 65.750 (9)               | 66.500 (9)               | 69.750 (6)               | 66.500 (9)               |                  | 67.150 |
| 8      | GER Steffen Zeibig              | Waldemar                | Téc: | 65.000 (8)               | 64.500 (9)               | 65.500 (9)               | 69.500 (6)               | 64.500 (9)               | 65.800 (9)       |        |
| 8      | GER Steffen Zeibig              | Waldemar                | Art: | 69.500 (7)               | 67.000 (9)               | 67.500 (9)               | 70.000 (6)               | 68.500 (8)               | 68.500 (8)       |        |
| 9      | NZL Rachel Stock                | Rimini Park Emmerich    |      | 64.750 (9)               | 69.500 (8)               | 70.000 (8)               | 62.750 (8)               | 67.250 (8)               |                  | 66.850 |
| 9      | NZL Rachel Stock                | Rimini Park Emmerich    | Téc: | 64.500 (9)               | 69.000 (8)               | 68.500 (7)               | 63.000 (8)               | 66.000 (8)               | 66.200 (8)       |        |
| 9      | NZL Rachel Stock                | Rimini Park Emmerich    | Art: | 65.000 (9)               | 70.000 (8)               | 71.500 (8)               | 62.500 (8)               | 68.500 (8)               | 67.500 (9)       |        |
| 10     | ARG Patricio Guglialmelli Lynch | Nirvana Pure Indulgence |      | 61.250 (10)              | 60.750 (11)              | 63.750 (10)              | 60.750 (9)               | 63.750 (10)              |                  | 62.050 |
| 10     | ARG Patricio Guglialmelli Lynch | Nirvana Pure Indulgence | Téc: | 61.500 (10)              | 61.500 (11)              | 64.500 (10)              | 63.000 (8)               | 63.000 (10)              | 62.700 (10)      |        |
| 10     | ARG Patricio Guglialmelli Lynch | Nirvana Pure Indulgence | Art: | 61.000 (10)              | 60.000 (11)              | 63.000 (10)              | 58.500 (10)              | 64.500 (10)              | 61.400 (10)      |        |
| 11     | ISR Yonatan Dresler             | Ubelisk                 |      | 59.000 (11)              | 62.000 (10)              | 61.500 (11)              | 58.750 (11)              | 60.000 (11)              |                  | 60.250 |
| 11     | ISR Yonatan Dresler             | Ubelisk                 | Téc: | 61.000 (11)              | 62.500 (10)              | 63.500 (11)              | 60.000 (10)              | 61.000 (11)              | 61.600 (11)      |        |
| 11     | ISR Yonatan Dresler             | Ubelisk                 | Art: | 57.000 (11)              | 61.500 (10)              | 59.500 (11)              | 57.500 (11)              | 59.000 (11)              | 58.900 (11)      |        |

### IV
| Pos.   | Atleta                      | Cavalo               |      | Técnica/Artística (Pos.) | Técnica/Artística (Pos.) | Técnica/Artística (Pos.) | Técnica/Artística (Pos.) | Técnica/Artística (Pos.) | Téc/Art % (Pos.) | Total  |
| Pos.   | Atleta                      | Cavalo               | E    | H                        | C                        | M                        | B                        |                          | Téc/Art % (Pos.) | Total  |
| ------ | --------------------------- | -------------------- | ---- | ------------------------ | ------------------------ | ------------------------ | ------------------------ | ------------------------ | ---------------- | ------ |
| Ouro   | BEL Michèle George          | Rainman              |      | 85.000 (1)               | 83.750 (1)               | 78.000 (3)               | 83.000 (1)               | 80.750 (2)               |                  | 82.100 |
| Ouro   | BEL Michèle George          | Rainman              | Téc: | 82.000 (1)               | 81.000 (1)               | 76.000 (1)               | 78.000 (2)               | 79.000 (1)               | 79.200 (1)       |        |
| Ouro   | BEL Michèle George          | Rainman              | Art: | 88.000 (1)               | 86.500 (1)               | 80.000 (4)               | 88.000 (1)               | 82.500 (2)               | 85.000 (1)       |        |
| Prata  | GBR Sophie Wells            | Pinocchio            |      | 81.500 (2)               | 82.250 (2)               | 78.250 (1)               | 80.500 (2)               | 83.250 (1)               |                  | 81.150 |
| Prata  | GBR Sophie Wells            | Pinocchio            | Téc: | 76.000 (2)               | 78.000 (2)               | 75.000 (2)               | 78.500 (1)               | 79.000 (1)               | 77.300 (2)       |        |
| Prata  | GBR Sophie Wells            | Pinocchio            | Art: | 87.000 (2)               | 86.500 (1)               | 81.500 (1)               | 82.500 (2)               | 87.500 (1)               | 85.000 (1)       |        |
| Bronze | NED Frank Hosmar            | Alphaville           |      | 79.250 (4)               | 80.000 (3)               | 78.250 (1)               | 77.250 (4)               | 78.250 (3)               |                  | 78.600 |
| Bronze | NED Frank Hosmar            | Alphaville           | Téc: | 76.000 (2)               | 77.500 (3)               | 75.000 (2)               | 76.000 (3)               | 75.000 (3)               | 75.900 (3)       |        |
| Bronze | NED Frank Hosmar            | Alphaville           | Art: | 82.500 (4)               | 82.500 (3)               | 81.500 (1)               | 78.500 (4)               | 81.500 (3)               | 81.300 (3)       |        |
| 4      | DEN Line Thorning Jørgensen | Di Caprio            |      | 80.000 (3)               | 77.000 (5)               | 76.500 (4)               | 77.500 (3)               | 73.000 (6)               |                  | 76.800 |
| 4      | DEN Line Thorning Jørgensen | Di Caprio            | Téc: | 76.000 (2)               | 72.000 (6)               | 71.500 (4)               | 75.000 (4)               | 70.000 (7)               | 72.900 (5)       |        |
| 4      | DEN Line Thorning Jørgensen | Di Caprio            | Art: | 84.000 (3)               | 82.000 (4)               | 81.500 (1)               | 80.000 (3)               | 76.000 (5)               | 80.700 (4)       |        |
| 5      | BEL Ciska Vermeulen         | Whooney Tunes        |      | 79.000 (5)               | 78.000 (4)               | 71.750 (6)               | 73.750 (7)               | 72.500 (7)               |                  | 75.000 |
| 5      | BEL Ciska Vermeulen         | Whooney Tunes        | Téc: | 76.000 (2)               | 77.500 (3)               | 70.000 (6)               | 72.000 (6)               | 71.500 (6)               | 73.400 (4)       |        |
| 5      | BEL Ciska Vermeulen         | Whooney Tunes        | Art: | 82.000 (5)               | 78.500 (7)               | 73.500 (8)               | 75.500 (7)               | 73.500 (7)               | 76.600 (6)       |        |
| 6      | IRL James Dwyer             | Orlando              |      | 74.250 (7)               | 76.750 (6)               | 75.250 (5)               | 72.000 (8)               | 73.750 (5)               |                  | 74.400 |
| 6      | IRL James Dwyer             | Orlando              | Téc: | 72.500 (7)               | 74.000 (5)               | 71.500 (4)               | 70.000 (9)               | 72.500 (4)               | 72.100 (6)       |        |
| 6      | IRL James Dwyer             | Orlando              | Art: | 76.000 (7)               | 79.500 (5)               | 79.000 (5)               | 74.000 (8)               | 75.000 (6)               | 76.700 (5)       |        |
| 7      | FRA Nathalie Bizet          | Rubica Iii           |      | 75.500 (6)               | 69.750 (9)               | 71.500 (7)               | 75.250 (5)               | 75.500 (4)               |                  | 73.500 |
| 7      | FRA Nathalie Bizet          | Rubica Iii           | Téc: | 73.000 (6)               | 67.500 (9)               | 67.500 (9)               | 73.000 (5)               | 72.500 (4)               | 70.700 (7)       |        |
| 7      | FRA Nathalie Bizet          | Rubica Iii           | Art: | 78.000 (6)               | 72.000 (9)               | 75.500 (6)               | 77.500 (5)               | 78.500 (4)               | 76.300 (7)       |        |
| 8      | GER Lena Weifen             | Don Turner           |      | 69.750 (8)               | 75.250 (7)               | 71.250 (9)               | 74.250 (6)               | 70.000 (8)               |                  | 72.100 |
| 8      | GER Lena Weifen             | Don Turner           | Téc: | 68.500 (8)               | 71.000 (7)               | 67.500 (9)               | 72.000 (6)               | 67.000 (8)               | 69.200 (8)       |        |
| 8      | GER Lena Weifen             | Don Turner           | Art: | 71.000 (9)               | 79.500 (5)               | 75.000 (7)               | 76.500 (6)               | 73.000 (8)               | 75.000 (8)       |        |
| 9      | BEL Ulricke Dekeyzer        | Cleverboy Van D'Abel |      | 68.250 (11)              | 69.750 (9)               | 71.500 (7)               | 71.000 (9)               | 67.250 (10)              |                  | 69.550 |
| 9      | BEL Ulricke Dekeyzer        | Cleverboy Van D'Abel | Téc: | 68.000 (9)               | 67.500 (9)               | 69.500 (7)               | 71.000 (8)               | 66.500 (9)               | 68.500 (9)       |        |
| 9      | BEL Ulricke Dekeyzer        | Cleverboy Van D'Abel | Art: | 68.500 (11)              | 72.000 (9)               | 73.500 (8)               | 71.000 (9)               | 68.000 (10)              | 70.600 (10)      |        |
| 10     | CAN Eleonore Elstone        | Zareno               |      | 69.250 (9)               | 67.250 (11)              | 69.500 (11)              | 68.750 (11)              | 69.000 (9)               |                  | 68.750 |
| 10     | CAN Eleonore Elstone        | Zareno               | Téc: | 66.000 (11)              | 66.000 (11)              | 68.000 (8)               | 67.500 (11)              | 66.500 (9)               | 66.800 (10)      |        |
| 10     | CAN Eleonore Elstone        | Zareno               | Art: | 72.500 (8)               | 68.500 (12)              | 71.000 (11)              | 70.000 (10)              | 71.500 (9)               | 70.700 (9)       |        |
| 11     | AUS Hannah Dodd             | Waikiwi              |      | 66.500 (12)              | 67.000 (12)              | 70.000 (10)              | 68.000 (12)              | 67.000 (11)              |                  | 67.700 |
| 11     | AUS Hannah Dodd             | Waikiwi              | Téc: | 65.000 (12)              | 64.000 (12)              | 67.500 (9)               | 67.500 (11)              | 66.500 (9)               | 66.100 (11)      |        |
| 11     | AUS Hannah Dodd             | Waikiwi              | Art: | 68.000 (12)              | 70.000 (11)              | 72.500 (10)              | 68.500 (12)              | 67.500 (11)              | 69.300 (11)      |        |
| 12     | RSA Philippa Johnson        | Lord Louis           |      | 64.000 (14)              | 73.000 (8)               | 66.500 (13)              | 67.250 (13)              | 65.250 (12)              |                  | 67.200 |
| 12     | RSA Philippa Johnson        | Lord Louis           | Téc: | 63.500 (13)              | 68.000 (8)               | 64.500 (13)              | 66.000 (13)              | 64.000 (12)              | 65.200 (13)      |        |
| 12     | RSA Philippa Johnson        | Lord Louis           | Art: | 64.500 (14)              | 78.000 (8)               | 68.500 (12)              | 68.500 (12)              | 66.500 (13)              | 69.200 (12)      |        |
| 13     | NOR Marianne Muri           | Fantastico           |      | 68.750 (10)              | 65.500 (13)              | 67.000 (12)              | 69.250 (10)              | 64.500 (14)              |                  | 67.000 |
| 13     | NOR Marianne Muri           | Fantastico           | Téc: | 67.500 (10)              | 64.000 (12)              | 66.500 (12)              | 68.500 (10)              | 61.500 (14)              | 65.600 (12)      |        |
| 13     | NOR Marianne Muri           | Fantastico           | Art: | 70.000 (10)              | 67.000 (13)              | 67.500 (13)              | 70.000 (10)              | 67.500 (11)              | 68.400 (13)      |        |
| 14     | ISV Lee Frawley             | Rhapsody             |      | 64.250 (13)              | 62.250 (14)              | 65.500 (14)              | 62.000 (14)              | 64.750 (13)              |                  | 63.750 |
| 14     | ISV Lee Frawley             | Rhapsody             | Téc: | 62.500 (14)              | 59.500 (14)              | 64.500 (13)              | 62.000 (14)              | 63.500 (13)              | 62.400 (14)      |        |
| 14     | ISV Lee Frawley             | Rhapsody             | Art: | 66.000 (13)              | 65.000 (14)              | 66.500 (14)              | 62.000 (14)              | 66.000 (14)              | 65.100 (14)      |        |